# Salacia fruticosa
Salacia fruticosa är en benvedsväxtart som beskrevs av Heyne och M. Lawson. Salacia fruticosa ingår i släktet Salacia och familjen Celastraceae. Inga underarter finns listade.

## Bildgalleri

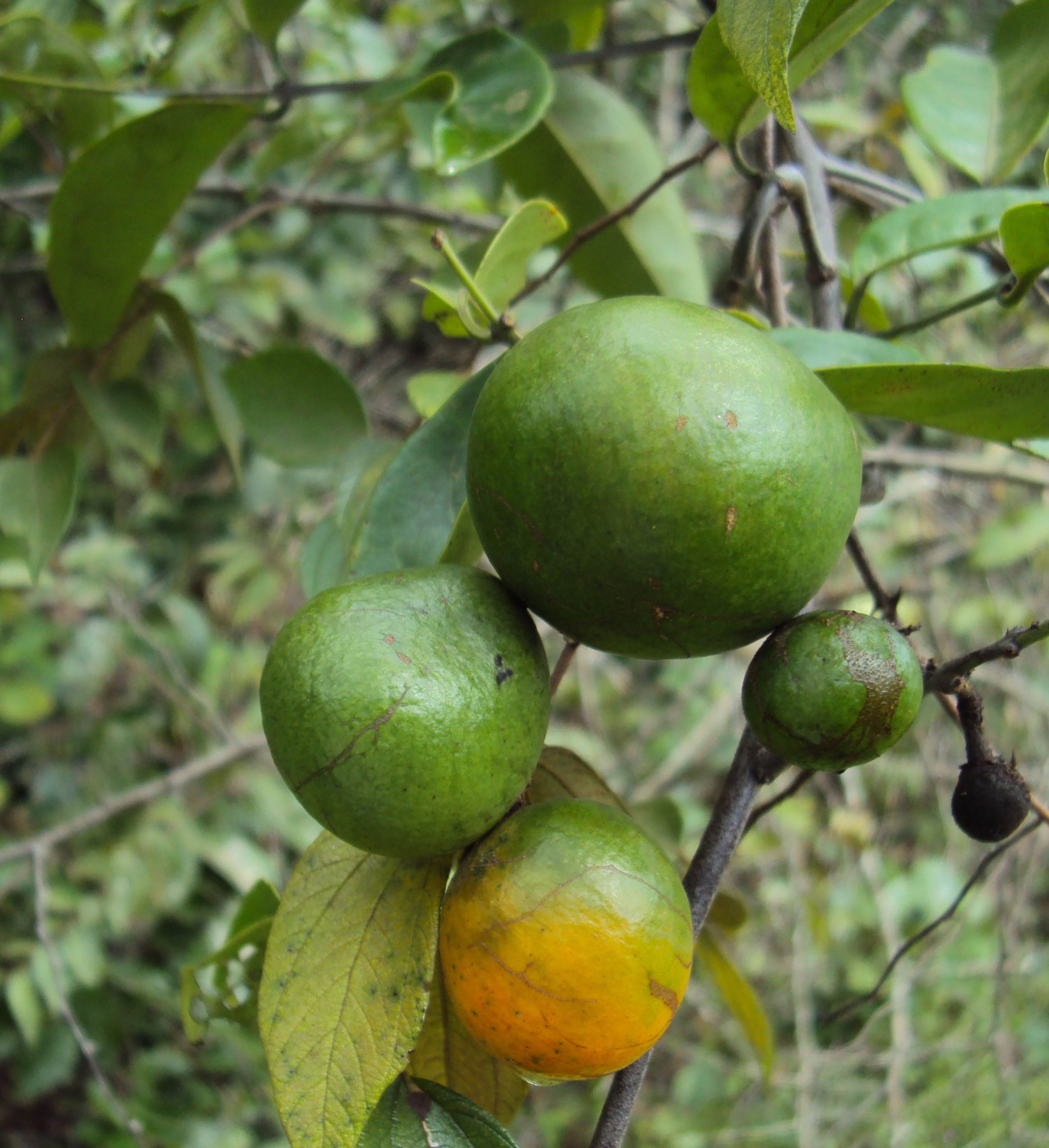
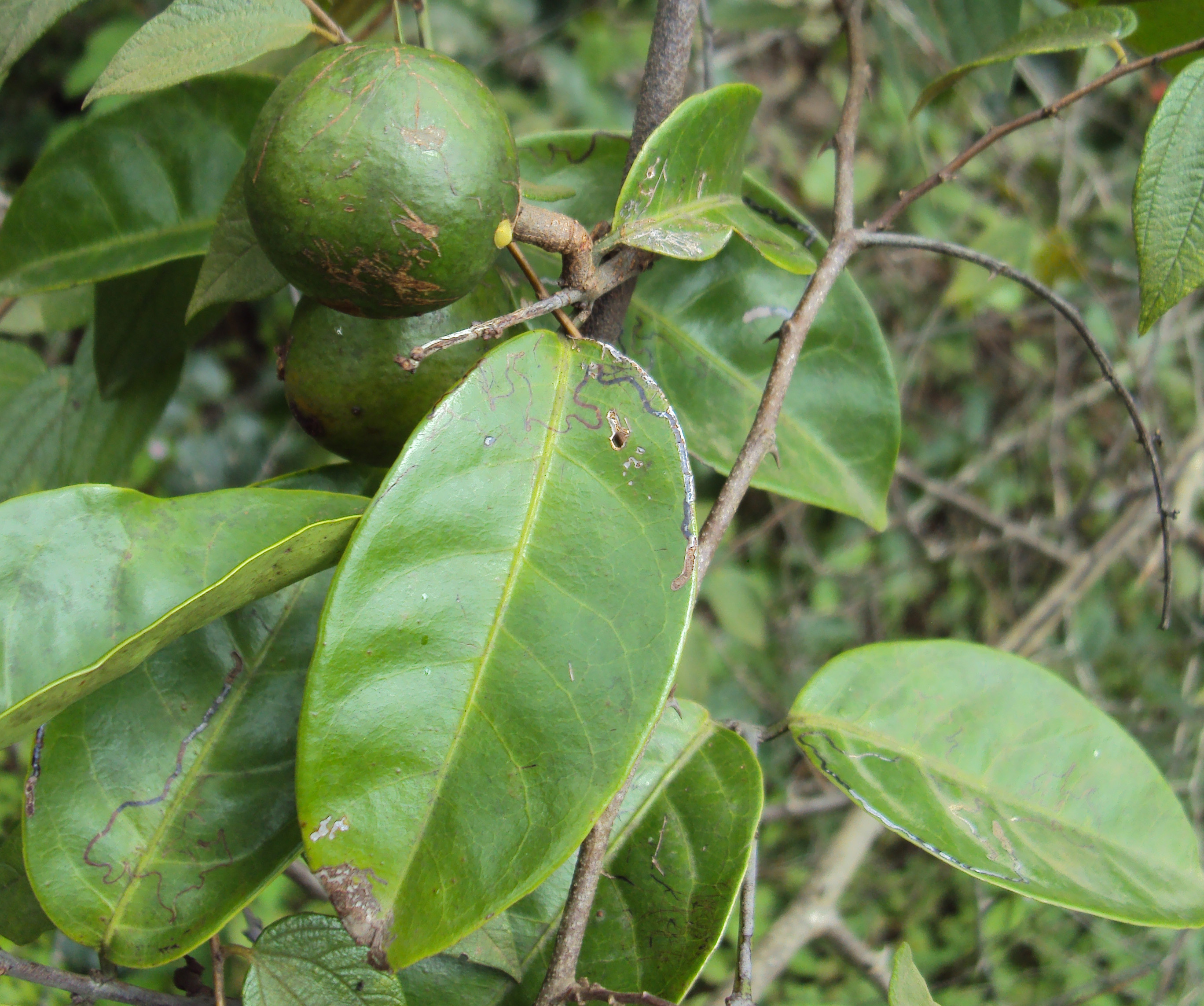
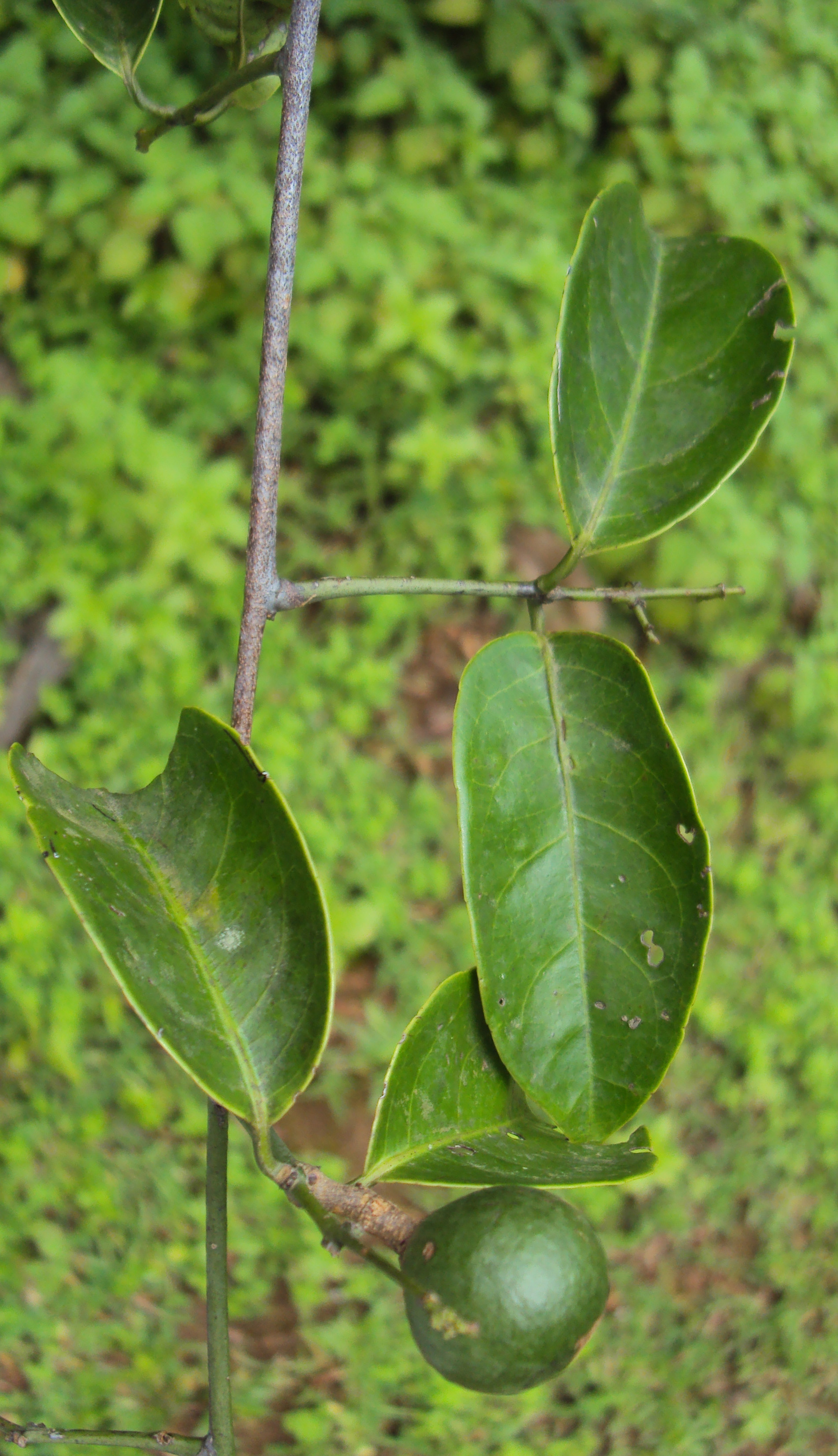
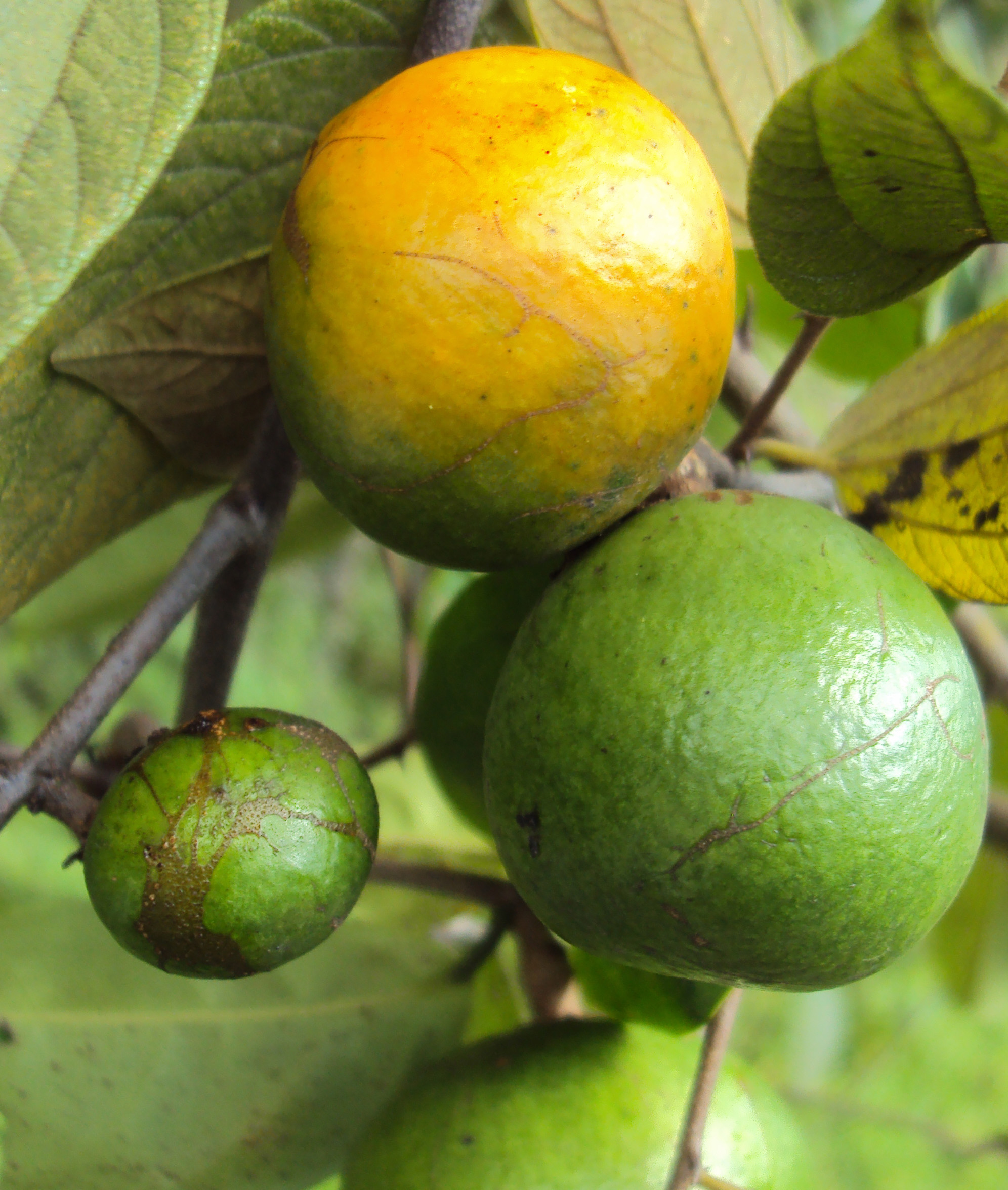
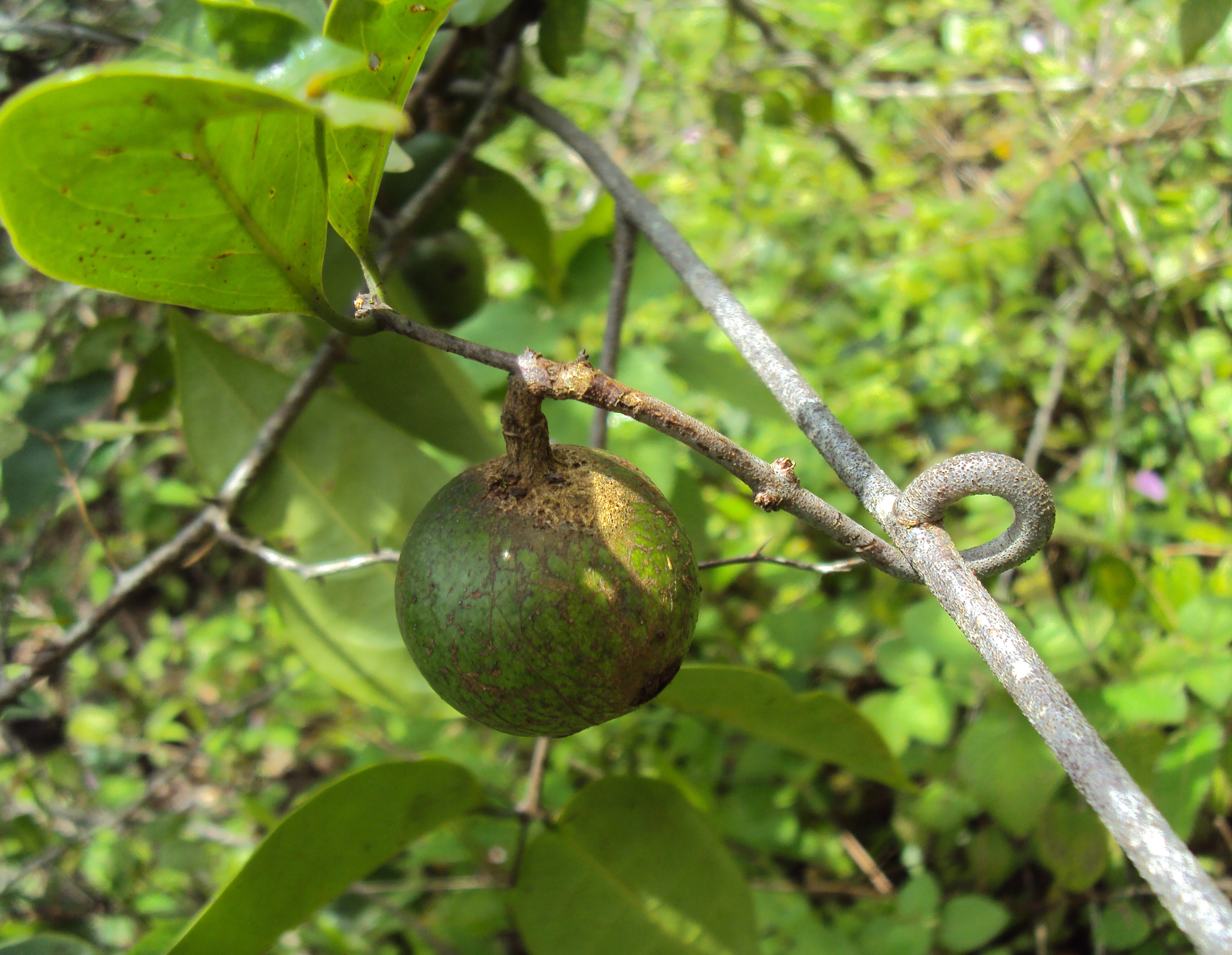
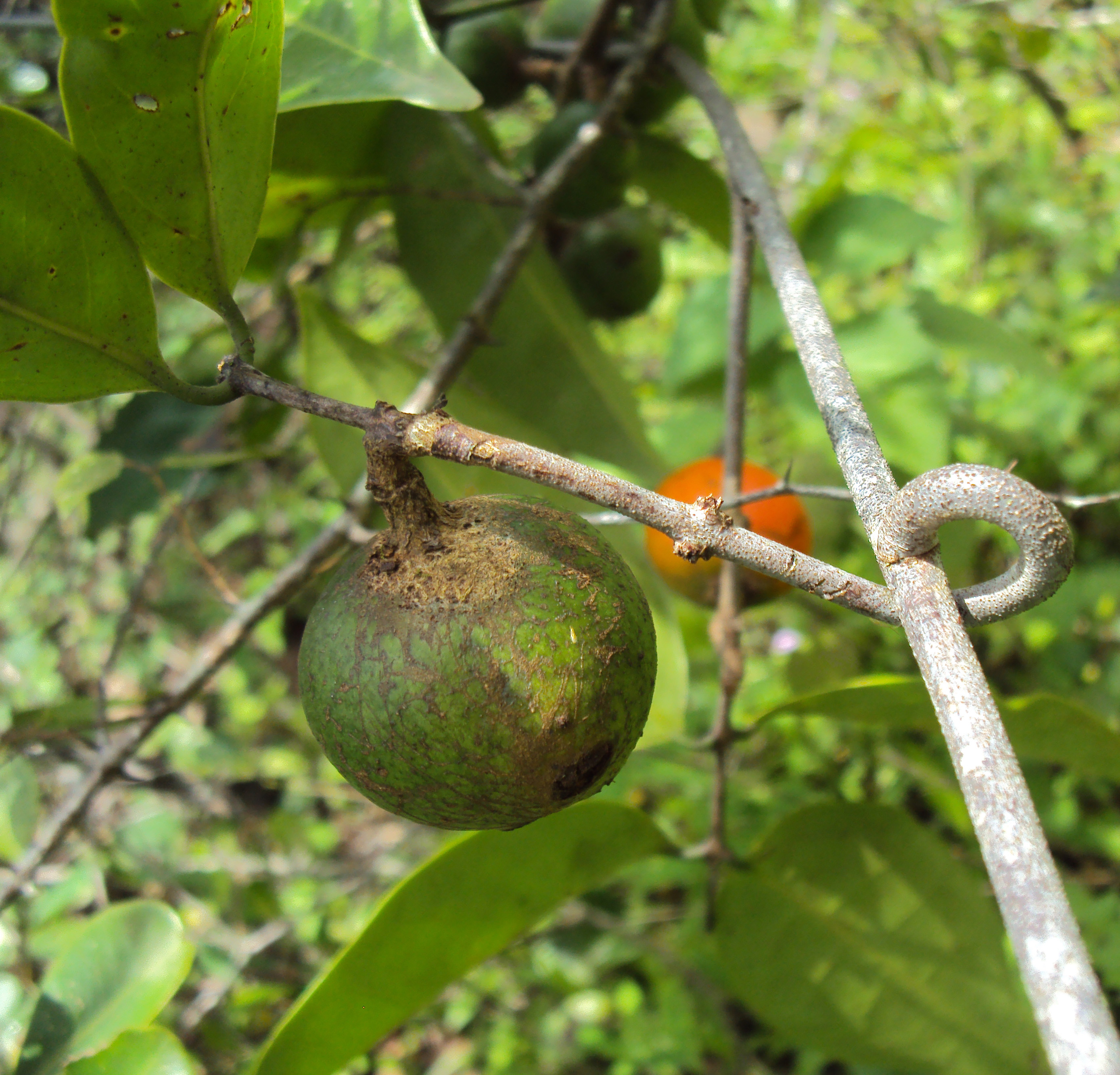